# أمن الولاية

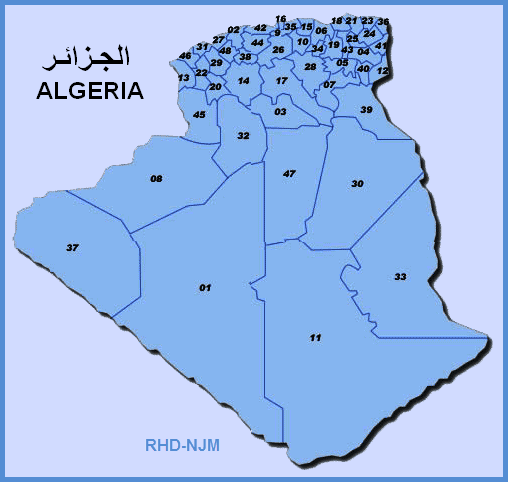
خريطة تبين ولايات الجزائر الـ 48

أمن الولاية أو مديرية أمن الولاية هو التنظيم الإداري للأمن الوطني الجزائري على مستوى الولايات الـ 48، تم استحداثه على مستوى كل ولاية سنة 1971 بموجب المرسوم رقم 71-150 المؤرخ في 10 ربيع الثاني 1391 هـ موافق 3 جوان 1971 المتضمن إنشاء أمن الولايات وأمن الدوائر، ويسير أمن الولاية مصالح أمن الدائرات وتنسيقها ومراقبة نشاطها ويكون مقرها بمركز الولاية ويمتد اختصاصها غلى جميع مصالح الأمن التابعة لدائرة الولاية، ويعين من قبل وزير الداخلية رئيس امن الولاية الذي يشرف على تسييرها وهو تحت سلطة الوالي والذي هو مستشاره في مسائل الأمن والنظام العام.

## مصالحها
1. مصالح الشرطة القضائية للولاية (SWPJ)
2. مصلحة المواصلات السلكية واللاسلكية
3. مصلحة الصحة والنشاط الاجتماعي والرياضات
4. مصلحة الاستعلامات العامة
5. مصلحة الموارد البشرية
6. مصلحة الأمن العمومي
7. مصلحة الشرطة العامة والتنظيم
8. مصلحة الوسائل التقنية
9. مصلحة شرطة العمران وحماية البيئة